# 科伦药业
科伦药业（深交所：002422）是中華人民共和國一家製藥公司。1995年，正在一家合资药企工作的刘革新决定创业。1996年，科伦药业的前身四川科伦大药厂正式成立。1999年，科伦药业建成了中国最大的输液生产基地。2010年6月3日，科伦药业在深圳证券交易所上市。科伦药业起初生產仿制药，2012年起開始生產创新药。

## 外部連結
- 官方网站